# Елатохори
Елатохори (грч. Ελατοχώρι) је насељено место у општини Катерини у периферији Средишња Македонија, Грчка. Према попису из 2021. године било је 447 становника.
На попису из 1913. године Елатохори је имао 617 житеља Грка. Село се раније звало Скутерна.